# District de Serchhip
Le district de Serchhip est un district de l'état du Mizoram, en Inde.

## Géographie
Au recensement de 2011, sa population compte 64 937 habitants. Son chef-lieu est la ville de Serchhip.